# ルイ・ド・フリュー
ルイ・ド・フリュー (1752年〜1817年)はスイス人軍人。中尉。
バスティーユ牢獄襲撃事件のときはバスティーユ牢獄守備隊の一角を占めるサリス・サマド連隊の一部スイス傭兵部隊の指揮官，ド・ローネー侯爵の
副官。

## バスティーユ派遣

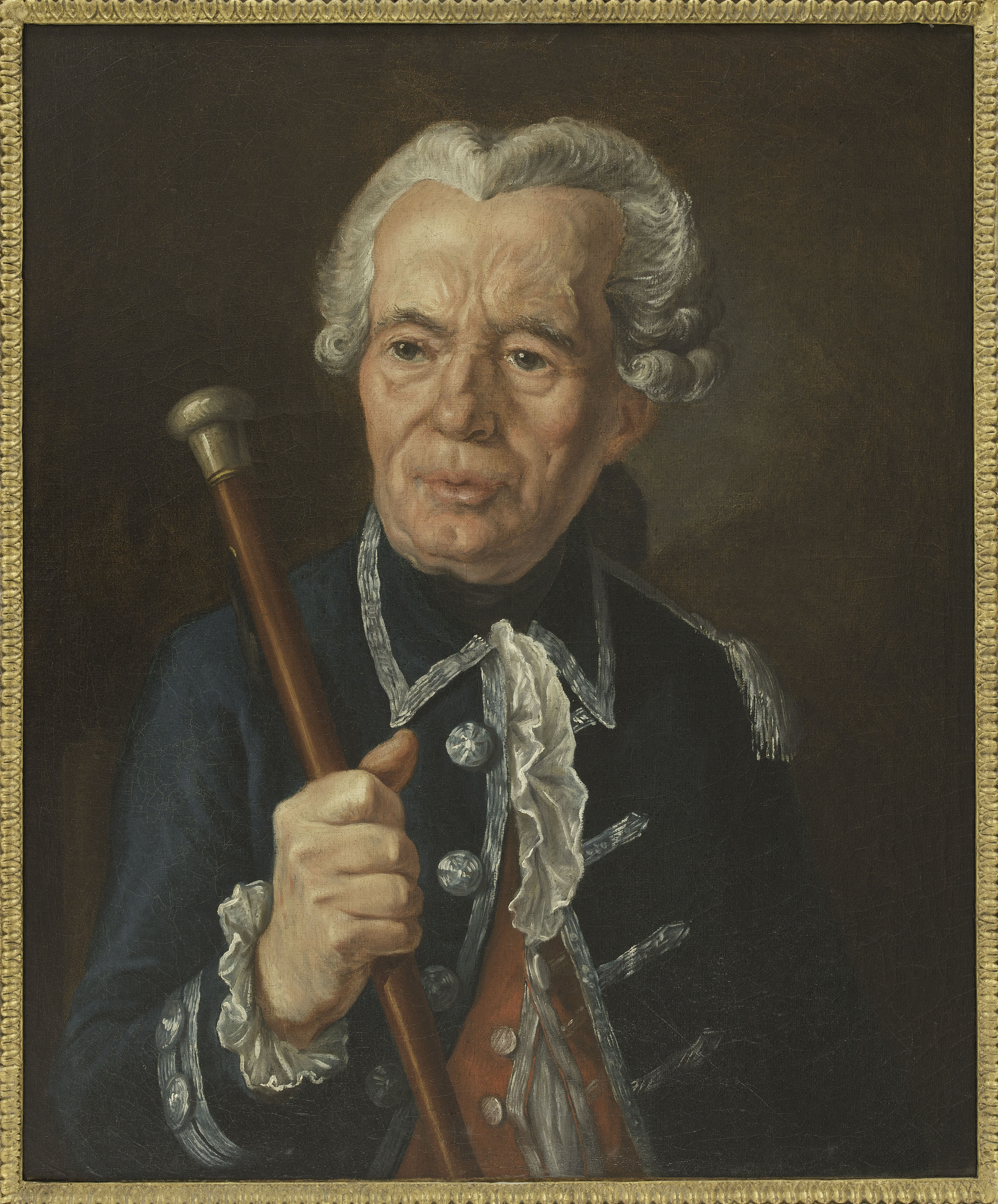
ベルナール・ルネ・ジュールダン・ド・ローネー侯爵

1789年7月12日フリューはド・ローネー侯爵が数日前にバスティーユ近辺で起きた暴動でいつかバスティーユにも火の手が回るとおもいブザンヴァル男爵に派遣を要求したためバスティーユに約30人のスイス人傭兵を率いて派遣される。

## バスティーユ牢獄襲撃事件

バスティーユ牢獄襲撃事件

1789年7月14日市民は国王軍がパリ，ベルサイユに向けて進軍しパリを包囲すると言う情報が入ったので武器を集めるためアンヴァリッドを襲撃，最高司令官兼院長ソンブルイユ侯爵は武器の引き渡しに応じ小銃約3万200丁，大砲20門を奪取し市民達はバスティーユに向かう，ド・ローネー侯爵は市民の代表団と会談し代表団は侯爵にあらゆる要求を出した。一部は拒否されたがほとんどが承認された。
【承認された主な要求】
1．城壁の上に設置されている大砲の撤去と銃眼を板で塞ぐ
2．市民側が攻撃をしない限りバスティーユ側も一切攻撃をおこなわない。
　　　　　　　　　　　　　　　　　　　　　　　　　　　　　　　　　　　　　　　など
そして侯爵はそれを証明するため代表団を城壁の上に連れていき直接作業を見学させた，その後侯爵は代表団に昼食を振る舞った。しかし外で待っていた市民たちはあまりにも帰りの遅い代表団が捕まったと思い一気に門に殺到，屋根伝いに司令官の中庭に入り跳ね橋をおろし侵入した。ド・ローネーはその報告を受けて攻撃命令を出し戦闘が始まった。数時間後本隊から離反した一部のフランス衛兵隊が市民側に付き攻撃したためド・ローネーは降伏を決定した。降伏条件として最高司令官以下バスティーユ側全員の身体の保証を条件とし受け入れられなかったら貯蔵してある火薬に火をつけバスティーユごと爆破すると脅した。が，市民は条件拒否ド・ローネーは火薬庫に行くが番をしていた守備兵に止められ断念，そして跳ね橋をおろすよう命令し跳ね橋は降ろされた。

## 虐殺
跳ね橋が降りた直後市民たちは守備兵に対し虐殺や私刑を行った，ド・ローネーは虐殺された。フリュー以下殆どのスイス傭兵は軍服を裏返しに着ていたので気づかれずに脱出に成功した。しかしフランス人の守備兵や脱出に失敗したスイス傭兵たちは捕らえられ他監獄に投獄され
九月虐殺で虐殺された。

## その後
1817年4月1日フリューは祖国スイスのオプワルデンで逝去した。